# Hamartia
Hamartia è il decimo album in studio del gruppo heavy metal statunitense Novembers Doom, pubblicato nel 2017.

## Tracce
1. Devils Light – 5:05
2. Plague Bird – 5:21
3. Ghost – 5:32
4. Ever After – 5:56
5. Hamartia – 3:35
6. Apostasy – 4:19
7. Miasma – 5:38
8. Zephyr – 6:28
9. Waves in the Red Cloth – 5:38
10. Borderline – 9:03